# Peromyscus fraterculus
Peromyscus fraterculus là một loài động vật có vú trong họ Cricetidae, bộ Gặm nhấm. Loài này được Miller mô tả năm 1892.